# Loge brachiale antérieure
La loge brachiale antérieure (ou loge antérieure du bras) est un compartiment ostéo-aponévrotique formant la région antérieure du bras.

## Description
La loge brachiale antérieure est située devant l'humérus et est limitée latéralement par les septums intermusculaires médial et latéral du bras et en avant par le fascia brachial.
Pour simplifier, la loge brachiale antérieure comprend les muscles fléchisseurs du coude qui sont :
- le muscle biceps brachial,
- le muscle brachial,
- le muscle coracobrachial.

Ces muscles sont innervés par le nerf musculo-cutané et vascularisés par l'artère brachiale.